# Hamilton (Missisipi)
Hamilton – jednostka osadnicza w Stanach Zjednoczonych, w stanie Missisipi, w hrabstwie Monroe.